# كهنوج (غوغر)
كهنوج (بالفارسية: کهنوج) هي قرية تقع في إيران في قسم غوغر الريفي. يقدر عدد سكانها بـ 19 نسمة .